# Розтиральник

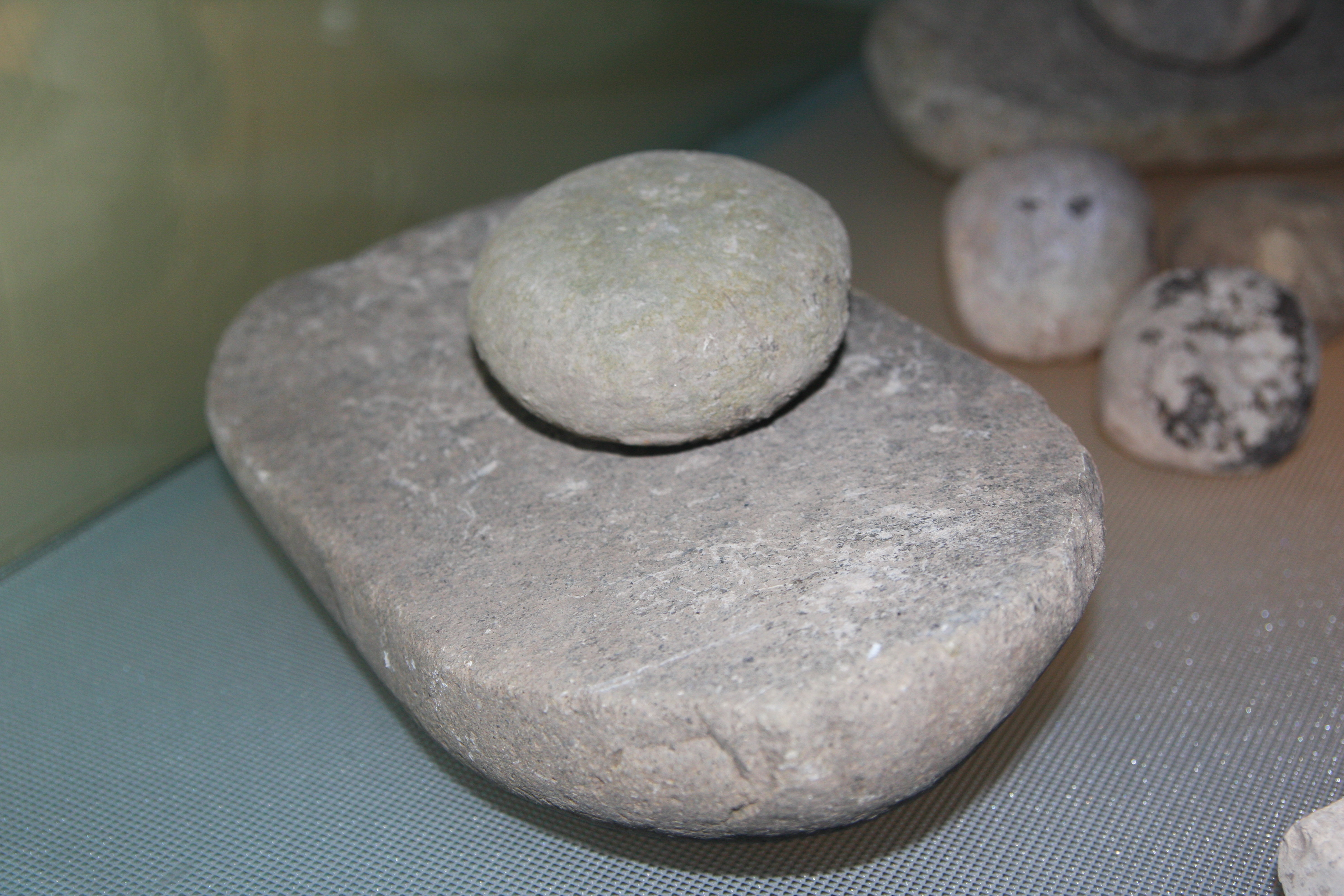
Розтиральник і зернотертка. Трипільської культури.

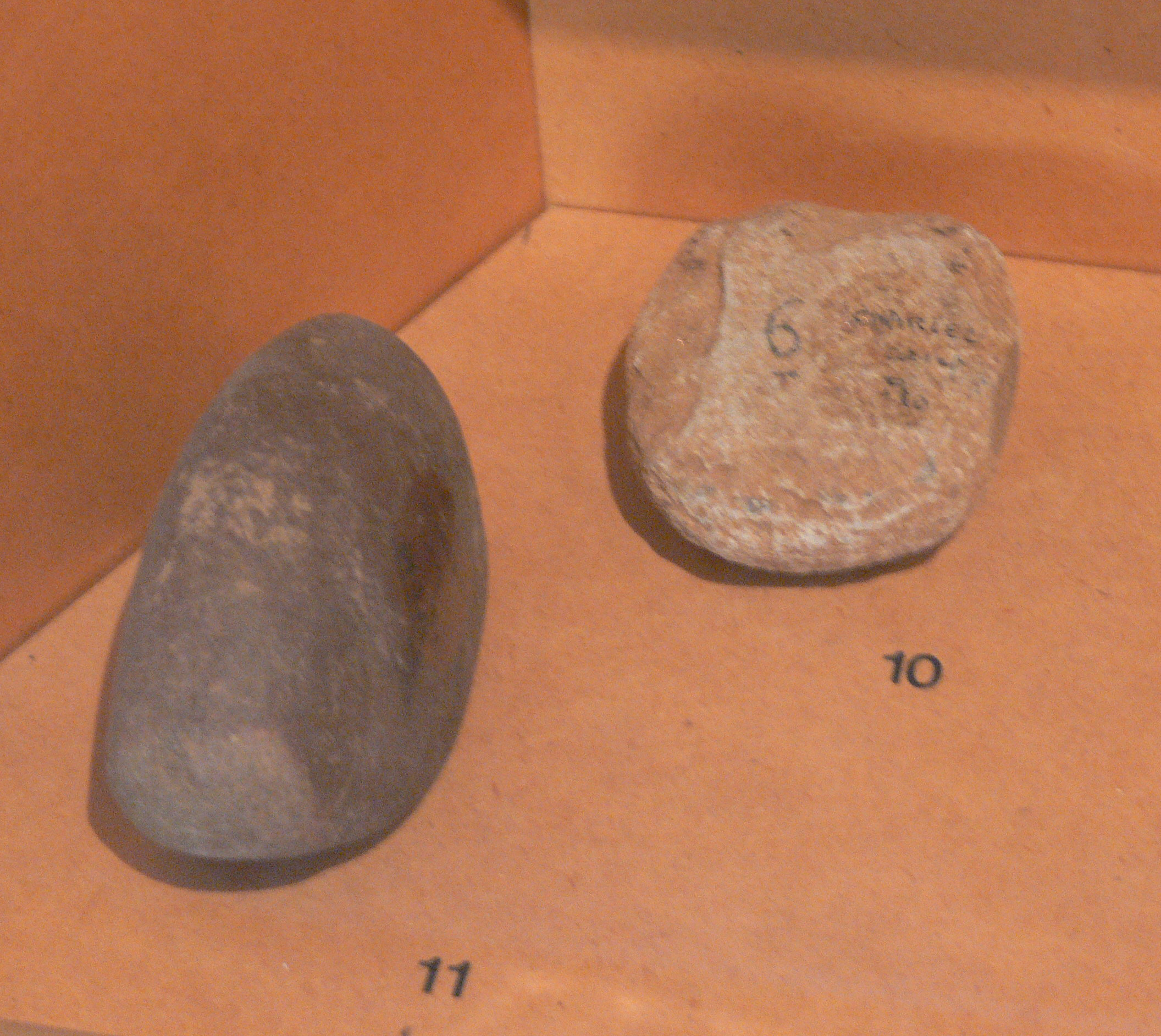
Неолітичні розтиральники. Франція.

Розтиральник або розтиральний камінь, кура́нт (від фр. courant — «бігун») — кам'яне знаряддя, верхній камінь зернотертки. Використовується для розтирання або товчіння будь-яких речовин. Аналогічним за призначенням знаряддям є товкач, але він подовжений і працює у вертикальному положенні.
Розтиральники застосовувалися і для обробки інших кам'яних виробів або будівель шляхом їх сточування, шліфування. Виготовлялися з різноманітних порід і мали різну форму: плоских дисків, округлу тощо. Часто розтиральниками служили звичайні гальки, на яких залишилися сточені ділянки. Найбільше характерні для неолітичних, енеолітичних поселень та поселень Бронзової доби.